# الدين في إيران

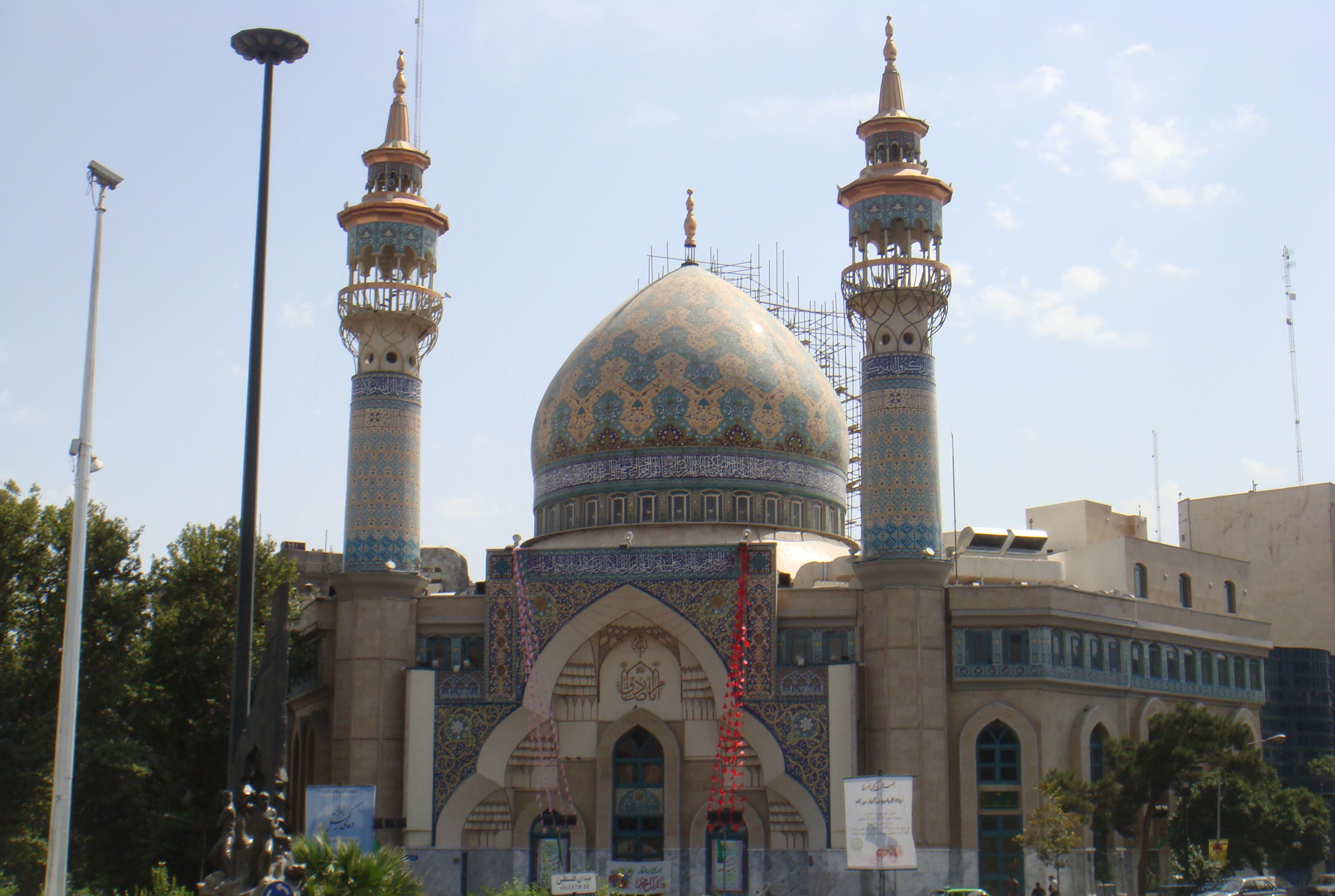
مسجد الإمام صادق

وفقًا لكتاب حقائق العالم لوكالة المخابرات المركزية، فإن 90-95٪ من المسلمين الإيرانيين يعرّفون أنفسهم بأنهم ينتمون إلى المذهب الشيعي للإسلام، الديانة الرسمية للدولة، وينتمي حوالي 5-15٪ إلى المذهبين السني والصوفي. المسيحية واليهودية والزرادشتية معترف بها رسميًا ومحمية، ولديهم مقاعد محجوزة في البرلمان الإيراني. إيران هي موطن لثاني أكبر جالية يهودية في العالم الإسلامي والشرق الأوسط. أكبر أقليتين دينيتين غير مسلمتين في إيران من أتباع الديانة البهائية والمسيحية  الطائفة البهائية، التي تعد تاريخيًا أكبر أقلية دينية في إيران.
دین در ایران (التعداد 2011)

## دين الإسلام في إيران
أدى الفتح الإسلامي لبلاد فارس (637-651) إلى نهاية الإمبراطورية الساسانية والانحدار النهائي للديانة الزرادشتية في إيران (بلاد فارس). كان الإسلام هو الدين الرسمي لإيران منذ ذلك الحين، باستثناء فترة قصيرة بعد الغارات المغولية وإنشاء Ilkhanate. أصبحت إيران جمهورية إسلامية بعد الثورة الإسلامية عام 1979 التي أنهت الملكية الفارسية. قبل الفتح الإسلامي، كان الفرس من الزرادشتية بشكل أساسي. ومع ذلك، كانت هناك أيضًا مجتمعات مسيحية ويهودية كبيرة ومزدهرة، لا سيما في مناطق شمال غرب وغرب وجنوب إيران في ذلك الوقت. كان هناك تحرك بطيء ولكن ثابت من السكان نحو الإسلام. عندما قدم الإسلام للإيرانيين، كان النبلاء وسكان المدن هم أول من اعتنق الإسلام، وانتشر الإسلام بشكل أبطأ بين الفلاحين والدوقات أو النبلاء. بحلول القرن العاشر، أصبح غالبية الفرس مسلمين. ومع ذلك، فإن إنجازات الحضارات الفارسية السابقة لم تضيع، ولكن تم استيعابها إلى حد كبير من قبل النظام السياسي الإسلامي الجديد. على الرغم من أن إيران تُعرف اليوم بأنها معقل للمسلمين الشيعة ، إلا أنها لم تصبح كذلك إلا بعد ذلك بكثير، حوالي القرن الخامس عشر. جعلت السلالة الصفوية الإسلام الشيعي الدين الرسمي للدولة في أوائل القرن السادس عشر وقاموا بالتبشير بقوة نيابة عنه. يُعتقد أيضًا أنه بحلول منتصف القرن السابع عشر، أصبح معظم الناس في إيران والعراق وأراضي جمهورية أذربيجان المجاورة المعاصرة شيعة.